# 45-и западен меридиан
45-ият западен меридиан или 45° западна дължина e меридиан, който се разпростира от Северния полюс на север, през Северния ледовит океан, Гренландия, Атлантическия океан, Южна Америка, Антарктическия океан и Антарктида, до Южния полюс на юг.
Сформира голяма окръжност със 135-и източен меридиан.
Преминава през Северния ледовит океан, Гренландия, Атлантическия океан, Бразилия, Антарктическия океан и Антарктида и Южния полюс.